# 297.ª Divisão de Infantaria (Alemanha)
A 297ª Divisão de Infantaria (em alemão:297. Infanterie-Division) foi uma unidade militar que serviu no Exército alemão durante a Segunda Guerra Mundial.

## Comandantes
| Comandante                                | Data                                            |
| ----------------------------------------- | ----------------------------------------------- |
| General der Artillerie Max Pfeffer        | 5 de abril de 1940 - 16 de janeiro de 1943      |
| Generalmajor Moritz von Drebber           | 16 de janeiro de 1943 - 25 de janeiro de 1943   |
| Reformada                                 |                                                 |
| Generalleutnant Friedrich-Wilhelm Deutsch | 1 de abril de 1943 - 17 de fevereiro de 1944    |
| Generalleutnant Otto Gullmann             | 17 de fevereiro de 1944 - 26 de outubro de 1944 |
| Generalleutnant Albrecht Baier            | 26 de outubro de 1944 - 8 de maio de 1945       |

## Oficiais de operações
| Major Heinz Brandt                  | 8 de fevereiro de 1940-Oct 1940              |
| Oberstleutnant Karl-Theodor Koerner | 20 de outubro de 1940-15 de agosto de 1941   |
| Oberstleutnant Walter Nagel         | 17 de outubro de 1941-18 de setembro de 1942 |
| Oberstleutnant Arthur Weber         | ?-25 de janeiro de 1943                      |
| Reformada                           |                                              |
| Oberstleutnant Hans-Georg Eismann   | abril de 1943-10 de setembro de 1943         |
| Oberstleutnant Heinz Toop           | 10 de setembro de 1943-20 de janeiro de 1945 |
| Oberstleutnant Wilfried von Sobbe   | 20 de janeiro de 1945-1945                   |

## Área de operações
| Alemanha                   | abril de 1940 - julho de 1941       |
| Frente Oriental, setor sul | julho de 1941 - outubro de 1942     |
| Stalingrado                | outubro de 1942 - janeiro de 1943   |
| Reformada                  |                                     |
| França                     | abril de 1943 - junho de 1943       |
| Serbria                    | junho de 1943 - setembro de 1943    |
| Albânia                    | setembro de 1943 - setembro de 1944 |
| Montenegro & Bálcãs        | setembro de 1944 - maio de 1945     |